# Geneviève Grad
Geneviève Grad (Parijs, 5 juli 1944 – La Chaussée-Saint-Victor, 7 november 2024) was een Frans actrice.
Ze is het meest bekend om haar deelname in de Gendarme-speelfilms Le Gendarme de Saint-Tropez (1964), Le Gendarme à New York (1965) en Le Gendarme se marie (1968), waarin ze de rol vertolkt van 'Nicole', de dochter van inspecteur 'Ludovic Cruchot' (Louis de Funès). In totaal speelde ze, vanaf haar debuut op het grote scherm in 1961 (Le Capitaine Fracasse) in meer dan 30 films mee. Geneviève trad een laatste keer op in de film Ça va pas être triste uit 1983, als advocate. Behalve acteren kon Grad ook zingen. Zo zong ze in de eerste Gendarme-film het lied Douliou Douliou Saint-Tropez (origineel van Jenny Rock) en in 1966 het lied Les Garçons, les filles et l'amour. Beide nummers werden op single uitgebracht.
Grad was een tijd getrouwd met Igor Bogdanoff.
Grad overleed op 80-jarige leeftijd.